# Brandweermuseum Wassenaar
Het Brandweermuseum Wassenaar is een museum dat bestaat sinds 1923 en zich sinds 1991 bevindt in het souterrain van het gemeentehuis van de Zuid-Hollandse plaats Wassenaar in Huize De Paauw aan de Raadhuislaan 22. De verzameling is eigendom van de gemeente Wassenaar, die het beheer heeft toevertrouwd aan de Stichting Brandweermuseum Wassenaar. De vrijwilligers van deze stichting runnen het museum. Ook is er de Stichting Vrienden van het Brandweermuseum Wassenaar, die fondsen werft voor bijzondere projecten, zoals in 2012 de tentoonstelling Brandweer in stripverhalen.

## Geschiedenis
Het museum is ontstaan met de inrichting door G.J. (Gerard) van der Mark (1866-1946), verzamelaar, aannemer/architect en commandant van de toenmalige vrijwillige brandweer van Wassenaar, op 1 oktober 1923 van een klein brandweermuseum in het politiebureau aan de van Zuylen van Nijeveltstraat, dat toen tevens dienstdeed als brandweerkazerne.

## Collectie
De collectie toont historisch materiaal over een periode van 300 jaar brandbestrijding met de nadruk op Wassenaar. Er is een handspuit uit 1695, van de beroemde Jan van der Heyden, er zijn houten, leren en linnen emmers, vuurkorven, lantaarns, emmerspuiten en andere draagbare blusmiddelen, een slangenwagen en exemplaren van de door Martinus van Marum uitgevonden kruiwagenspuit (eind 18e eeuw). Uit de 19e eeuw zijn er handbrandspuiten, waaronder twee die bij het huis en het landgoed De Paauw horen, aangeschaft door Prins Frederik in 1861. In de vaste opstelling zijn uniformen en uitrustingsstukken te zien, ademlucht apparatuur, redmateriaal. Behalve een grote collectie voorwerpen heeft het museum ook een fotocollectie en een veertigtal historische prenten. Door de beperkte ruimte zijn er geen gemotoriseerde brandweervoertuigen.
Het museum organiseert regelmatig kleine evenementen en tijdelijke tentoonstellingen over uiteenlopende onderwerpen die met brandweer en brandweergeschiedenis te maken hebben.
Voor het onderwijs biedt het museum lespakketten, speurtochten en rondleidingen en aanbod op maat.
Voor de individuele bezoeker zijn er speurtochten voor kinderen van verschillende leeftijden.
Het museum is gratis toegankelijk op zaterdagmiddag en zondagmiddag of op afspraak.